# Огуречный суп
Огуречный суп (пол. zupa ogórkowa, либо просто пол. ogórkowa) — польский традиционный суп из солёных огурцов (могут также быть использованы свежие), картофеля, корня петрушки, моркови и иных корнеплодов. Может использоваться мясной, куриный или овощной бульон, в последнем случае блюдо будет вегетарианским. Огуречный суп является близким родственником рассольника. Употребляется и горячем, и в холодном виде, суп подают с гренками или картофелем.